# Кафява крастава жаба
Кафявата крастава жаба (Bufo bufo), наричана също голяма крастава жаба, е едро земноводно, срещащо се и в България. На дължина достига 18 cm, като женските са много по-едри от мъжките. Оцветена е в тъмнокафяво до тъмнозелено и е покрита с характерните за рода Същински крастави жаби (Bufo) „брадавици“.

## Разпространение
Кафявата крастава жаба се среща в Европа (с изключение на Ирландия и северните части на Скандинавския полуостров), Северозападна Африка и в Азия, достигайки на изток почти до езерото Байкал. Обитава най-разнообразен тип влажни, но не мочурливи, местности.
В България кафявата крастава жаба се среща в цялата страна до надморска височина от 1300 m, но е намирана в Пирин на височина от 1960 m. В някои равнинни райони с интензивно земеделие не е регистрирана. В по-голямата част от страната се среща подвидът B. b. bufo, а в Странджа и по Южното Черноморие – B. b. spinosus. Той е по-едър, с по-суха кожа и заострени брадавици в предната част.

## Начин на живот и хранене
Кафявата крастава жаба се храни с дребни насекоми, червеи, паякообразни, охлюви. По-едрите екземпляри могат да изядат и някои видове дребни змии, гущери и гризачи, които поглъщат живи. Обикновено ловува през нощта и е най-активна при влажно време.
Живее на сушата, но в близост до водоемите, които използва за размножаване. Денят прекарва закопана в рохка земя, скрита сред влажна шума или на някое друго подходящо място, а нощем излиза да ловува. Когато е нападната от хищник или обезпокоена, отделя от кожата си отровния и неприятен на вкус секрет буфагин, който е достатъчно силен за да спре повечето неприятели, макар че някои хищници, например таралежите, са устойчиви към него.

## Размножаване
В популациите на кафявата крастава жаба мъжките са 3 – 4 пъти по-многобройни. Размножителният период настъпва между март и май. Тогава женските снасят хайвера си в различни плитки водни басейни (вирове, блата, речни разливи). Те се стремят да направят това във водоема, в който са родени. Яйцата са разположени в прозрачни шнурове, достигащи дължина до 7 m, които копулиращата двойка прикрепва към подводната растителност. Малките метаморфозират от юни до октомври. Поповите лъжички на краставите жаби са с по-голяма и закръглена глава и по-къса опашка от тези на водните жаби.

## Допълнителни сведения
На територията на България е рядък вид, защитен от закона. Среща се в усойни места, където само броени часове дневно прониква слънце. Ловуват предимно нощем, но забравят лова, ако наблизо гори огън. Привлича ги светлината и най-вече топлината.